# Арамогойтуй
Арамого́йтуй (бур. Ара Могойто) — посёлок при станции Арамогойтуй в Краснокаменском районе Забайкальского края России. Входит в сельское поселение «Ковылинское».
Население — 77 чел. (2021).

## География
Находится на севере района, в 80 километрах от города Краснокаменска, в 1,5 км от села Ковыли и в непосредственной близости от железнодорожной станции Арамогойтуй.

## История
Основана в 1940 году как разъезд на узкоколейной железной дороге Харанор — Досатуй. Линия с колеёй 1524 мм была перестроена в 1971 году.
Название происходит от бур. «ара» (северный) и «могойто» (змеиная), то есть «северный исток Змеиной пади».

## Население
| 2010 | 2021 |
| ---- | ---- |
| 86   | ↘77  |

## Экономика
Население занимается обслуживанием железнодорожной станции Арамогойтуй.